# Liste verbotener Spiele des k.u.k. Justizministeriums
Das k. u. k. Justizministerium veröffentlichte im Jahre 1904 die folgende Liste verbotener Spiele, die 1933 ergänzt wurde und in Österreich über viele Jahre beispielgebend war und eine kulturhistorisch interessante Aufstellung der damals beliebten Glücksspiele darstellt.
Bemerkenswert ist insbesondere, dass sich auch einige Kegel- und Billardspiele auf dieser Liste finden, die nach heutiger Auffassung eher als Geschicklichkeitsspiele angesehen werden.

## Liste verbotener Spiele (1904)

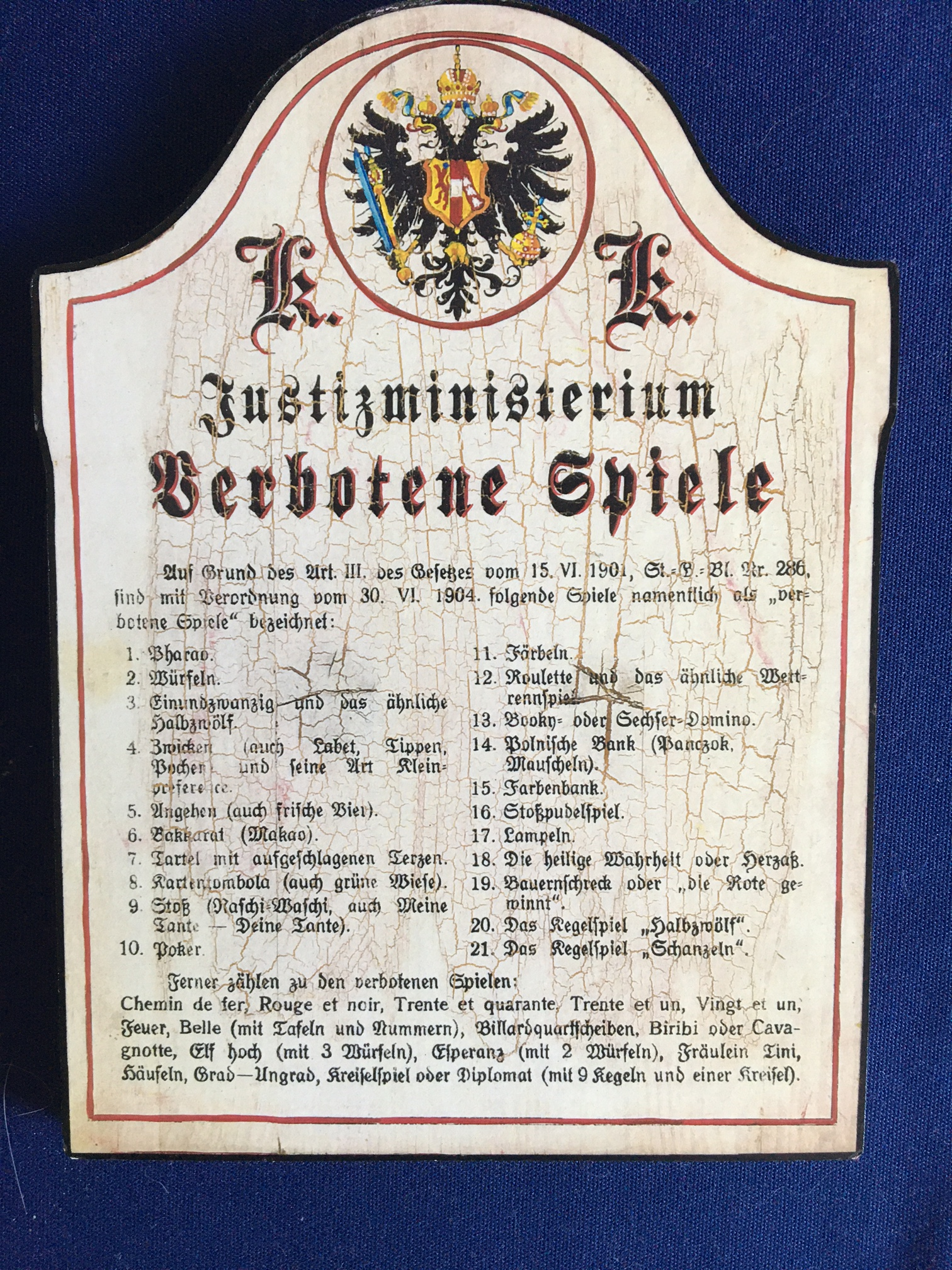
Faksimile eines alten Schildes mit der Liste verbotener Spiele des k.u.k. Justizministeriums von 1904

Auf Grund des Art. III des Gesetzes vom 15. VI. 1901, St.G.Bl. Nr. 286, sind mit Verordnung vom 30. VI. 1904 folgende Spiele namentlich als „verbotene Spiele“ bezeichnet:
1. Pharao
2. Würfeln
3. Einundzwanzig und das ähnliche Halbzwölf
4. Zwicken (auch Labet, Tippen, Pochen) und seine Art Kleinpreference
5. Angehen (auch frische Vier)
6. Bakkarat (Makao)
7. Tartel mit aufgeschlagenen Terzen
8. Kartentombola (auch grüne Wiese)
9. Stoß (Naschi-Waschi, auch Meine Tante – Deine Tante)
10. Poker
11. Färbeln
12. Roulette und das ähnliche Wettrennspiel
13. Booky- oder Sechser-Domino
14. Polnische Bank (Panczok, Mauscheln)
15. Farbenbank
16. Stoßpudelspiel
17. Lampeln
18. Die heilige Wahrheit oder Herzaß
19. Bauernschreck oder „die Rote gewinnt“
20. Das Kegelspiel „Halbzwölf“
21. Das Kegelspiel „Schanzeln“

Ferner zählen zu den verbotenen Spielen:
Chemin de fer, Rouge et noir, Trente et quarante, Trente et un, Vingt et un, Feuer, Belle (mit Tafeln und Nummern), Billardquartscheiben, Biribi oder Cavagnole, Elf hoch (mit 3 Würfeln), Esperanz (mit 2 Würfeln), Fräulein Tini, Häufeln, Grad – Ungrad, Kreiselspiel oder Diplomat (mit 9 Kegeln und einer Kreisel).

## Liste verbotener Spiele (1933)
Auf Grund des Art. III des Gesetzes vom 15. Juni 1920, St.G.Bl. Nr. 286, sind mit Verordnung vom 2. Jänner 1933 folgende Spiele namentlich als „verbotene“ Spiele bezeichnet:
(Die Änderungen gegenüber der Liste von 1904 sind hier kursiv gesetzt.)
1. Pharao
2. Würfeln
3. Einundzwanzig und das ähnliche Halbzwölf
4. Zwicken (auch Labet, Tippen, Pochen, Dreiblatt) und seine Abart Kleinpreference
5. Angehen (frische Vier)
6. Bakkarat (Makao)
7. Tartl mit aufgeschlagenen Terzen
8. Kartentombola (auch grüne Wiese) und seine Abarten „Gottes Segen bei Kohn“
9. Stoß (Naschi-Waschi, auch Meine Tante – Deine Tante)
10. Poker
11. Färbeln
12. Roulette und alle rouletteähnlichen Spiele, insbesondere das Pferdchen – oder Wettrennspiel, Dreikugelspiel, Deltaspiel, Uranusspiel, Troulaspiel, Kartenroulette, Astroulette, Germaniaspiel, Spiralospiel, Habilisspiel, Beobaspiel, Pedegespiel, Hansaspiel, Atlantikspiel, Roulyspiel, Visiblaspiel, Bäderspiel, Ballaspiel und Laboulespiel
13. Booky- oder Sechser-Domino
14. Polnische Bank (Panczok, Wick, Mauscheln)
15. Farbenbank
16. Stoßpudelspiel
17. Lampeln
18. Die heilige Wahrheit oder Herzas
19. „Die Rote gewinnt“, auch Kümmelblättchen genannt
20. Jouettespiel
21. Glücksrad
22. Balanceleiterspiel
23. Das Spiel mit Geldspielautomaten, sofern nicht durch eine Bescheinigung des Bundesministeriums für Finanzen dargetan erscheint, daß ihre Betätigung ein Geschicklichkeitsspiel darstellt.